# لاريسا إيورداتش
لاريسا إيورداتش (بالرومانية: Larisa Iordache)‏ هي لاعبة جمباز فني رومانية، ولدت في 19 يونيو 1996 في بوخارست في رومانيا.

## وصلات خارجية
- لاريسا إيورداتش على موقع الاتحاد الدولي للجمباز (licence) (الإنجليزية)
- لاريسا إيورداتش على موقع الاتحاد الدولي للجمباز (biography) (الإنجليزية)
- لاريسا إيورداتش على موقع اللجنة الأولمبية الدولية (الإنجليزية)
- لاريسا إيورداتش على موقع أوليمبيديا (الإنجليزية)
- لاريسا إيورداتش على موقع اللجنة الأولمبية الرومانية (الرومانية)